# Good News About Hell
"Good News About Hell" es el estreno de la serie de televisión de ciencia ficción y suspenso psicológico Severance. El episodio fue escrito por el creador de la serie Dan Erickson y dirigido por el productor ejecutivo Ben Stiller. Se estrenó en Apple TV+ el 18 de febrero de 2022.
La serie sigue a los empleados de Lumon Industries, una corporación de biotecnología que utiliza un procedimiento médico llamado "cercenadura" para separar los recuerdos de sus empleados dependiendo espacialmente de si están en el trabajo o no. Cuando los trabajadores cercenados están en el trabajo, se les llama "intus" y no pueden recordar nada de sus vidas ni del mundo exterior. Cuando están fuera del trabajo, se les llama "exus" y no pueden recordar su tiempo de trabajo. Debido a esto, ambos experimentan dos vidas diferentes, con personalidades y agendas distintas. 
El episodio recibió críticas muy positivas de los críticos, quienes elogiaron la premisa, los valores de producción, las actuaciones y la intriga. Adam Scott recibió una nominación a Mejor Actor Principal en una Serie Dramática en los 74º Premios Primetime Emmy.

## Trama
Una mujer (Britt Lower) se despierta sobre una mesa en una sala de conferencias cerrada. Una voz habla con ella a través de un dispositivo y le pide que participe en una encuesta. Desesperada y después de no poder abrir la puerta, ella acepta. La mujer no recuerda su nombre ni su estado de origen y queda confundida cuando le preguntan por un conocido "Sr. Eagan". Satisfecho con los resultados, la voz abre la puerta y le dice que obtuvo una puntuación perfecta.
Después de llorar en un estacionamiento, Mark Scout (Adam Scott) se recompone y se va a trabajar a Industrias Lumon. Después de cambiarse de ropa, entra en un ascensor, donde adquiere una actitud nueva y más segura. Llega a un cubículo en la división de Refinamiento de Macrodatos (MDR), charlando con sus compañeros de trabajo Dylan George (Zach Cherry) e Irving Bailiff (John Turturro). Mark es llamado por su superior, Seth Milchick (Tramell Tillman), quien lo lleva ante la gerente Harmony Cobel (Patricia Arquette). Le informan que ahora ha sido ascendido a jefe de departamento, después de que su compañero de trabajo Petey tuvo que irse. Para iniciar sus funciones, se le encomienda entrevistar a una nueva solicitante: la mujer del principio.
Mark le dice a la mujer que su nombre es Helly y que está solicitando un trabajo en el piso dividido de la empresa. Él explica que él estaba en su posición cuando empezó, y que el entrevistador, Petey, terminaría convirtiéndose en su mejor amigo. Mark le da un recorrido por el edificio y le dice que ella es un reemplazo. Como ella pidió tres veces salir, a Helly se le permite salir, pero descubre que regresa al mismo pasillo cuando cruza la puerta de salida. Mark la lleva con Cobel, quien le da un disco que le servirá como su paso final. El disco muestra a Helly afirmando que se sometió voluntariamente al procedimiento de "separación", que dividió sus recuerdos para crear una versión de sí misma que solo existirá dentro del lugar de trabajo.
Cuando termina el turno, Mark abandona el edificio y regresa a su versión "exterior". Lo visita su hermana, Devon (Jen Tullock), y cena con sus amigos y su marido Ricken (Michael Chernus). La conversación revela que Mark todavía está de duelo por la muerte de su esposa Gemma y que ha estado trabajando en Lumon durante dos años. Conocen el procedimiento de separación y siguen polarizados sobre su uso. Al quedarse con ellos para dormir, Mark se siente perturbado cuando nota a un hombre afuera de la casa.
En un restaurante, Mark tiene una conversación telefónica con su vecina, la Sra. Selvig. Posteriormente, se le une el hombre en su mesa, diciéndole que es Petey (Yul Vazquez). Mark no puede reconocerlo y se sorprende cuando Petey afirma que logró evitar que le cortaran la memoria. Él sabe que lo están siguiendo y quiere que Mark lo ayude con cualquier cosa, considerándolo su mejor amigo. Antes de irse, le entrega un sobre, que contiene una dirección si quiere saber más sobre su yo "intus". Al regresar a casa, Mark tiene una conversación con la Sra. Selvig, quien se revela como Cobel.

## Desarrollo

### Producción
El episodio fue escrito por el creador de la serie Dan Erickson y dirigido por el productor ejecutivo Ben Stiller.

## Reseñas críticas
"Good News About Hell" recibió críticas muy positivas de los críticos. Matt Schimkowitz de The AV Club le dio al episodio una "A" y escribió: "El drama de Apple TV+ tiene un estreno extremadamente intencional. Es simplemente extraño y lo suficientemente identificable. Nadie se estrella en una isla en "Good News About Hell", pero Mark aparece abandonado en el interior de Lumon Industries".
Erin Qualey de Vulture le dio al episodio una calificación de 4 estrellas de 5 y escribió: "Severance, uno de los primeros grandes programas de 2022, es una nueva serie de Apple TV+, un servicio de transmisión que se está volviendo conocido por tomar riesgos con narrativas únicas y salvajes. Severance surge de la mente del escritor Dan Erickson, y seis de los nueve episodios están hábilmente dirigidos por Ben Stiller. Con un elenco estelar que cuenta con actuaciones explosivas de Patricia Arquette, Christopher Walken, John Turturro, Britt Lower y Adam Scott, que interpretan no una sino dos versiones de su personaje, vale la pena ver la serie solo por su pedigrí. Afortunadamente, también tiene una trama apasionante y cerebral".  Oliver VanDervoort de Game Rant escribió: "Una de las cosas que hace que Severance sea tan buena desde el principio es que el espectador nunca se siente muy cómodo dentro del mundo de esta serie de Apple TV+. El director Ben Stiller ha dejado en claro que no hay nada normal en el procedimiento Severance ni en una empresa que le pida a sus empleados que se sometan a algo así. Incluso antes de que las cosas cambien, queda bastante claro que las cosas simplemente no están bien". 
Mary Littlejohn de TV Fanatic le dio al episodio una calificación de 3 estrellas de 5 y escribió: "El episodio 1 es demasiado largo y tiene problemas de ritmo que casi parecen como si Stiller estuviera provocando a la audiencia para que experimente la monotonía de primera mano. Hay una secuencia en la que Mark camina por un pasillo aparentemente interminable durante 90 segundos. Se siente más largo".  Breeze Riley de Telltale TV le dio al episodio una calificación de 4.5 estrellas de 5 y escribió: "La pregunta de por qué alguien elegiría cortar su vida y la ética de esa decisión sería suficiente para impulsar el conflicto de una serie. Es el secreto de lo que el proceso de separación le esconde a Lumon lo que convierte a Severance en un misterio emocionante". 

### Premios y reconocimientos
Por su actuación en este episodio, Adam Scott fue nominado a Mejor Actor Principal en una Serie Dramática en los 74º Premios Primetime Emmy.  Perdería ante Lee Jung-jae por El Juego del Calamar. 